# Martin Johnson (jogador de rugby union)
Martin Osborne Johnson (Solihull, 9 de março de 1970) é um ex-jogador e atualmentre treinador de rugby inglês.
Foi um dos grandes rugbiers da Inglaterra. Disputou 84 partidas pela Seleção Inglesa (entre 1993 e 2003), sendo o capitão do elenco campeão da Copa do Mundo de 2003, sua terceira e última como jogador. Único a ter sido capitão em duas turnês dos British and Irish Lions, Johnson assumiu como técnico da Inglaterra em 2008. A nível de clubes, jogou apenas no Leicester Tigers, ao qual capitaneou nas duas conquistas do clube na Heineken Cup. Johnson, que atuava como segunda linha, entrou para o Hall da Fama da International Rugby Board em 2011.